# Fort II Twierdzy Warszawa

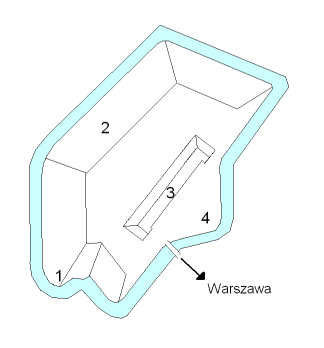
Fort II: uproszczony schemat

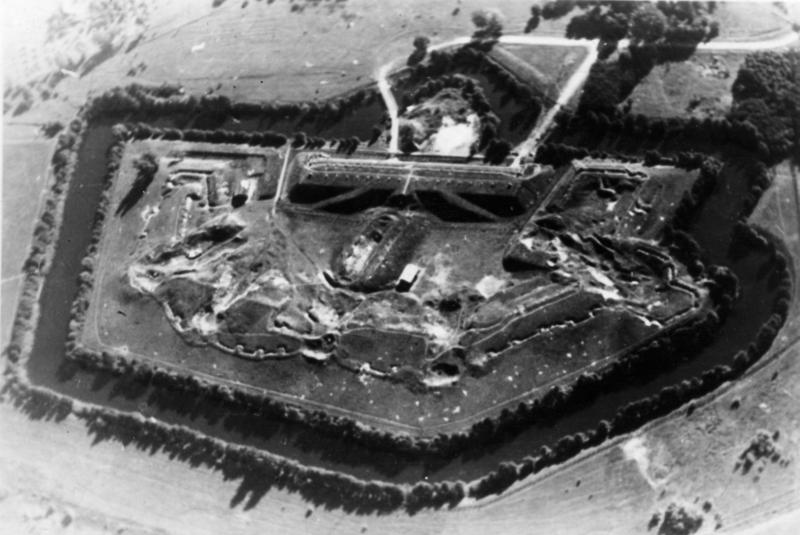
Fort II Wawrzyszew po niemieckim nalocie w 1939

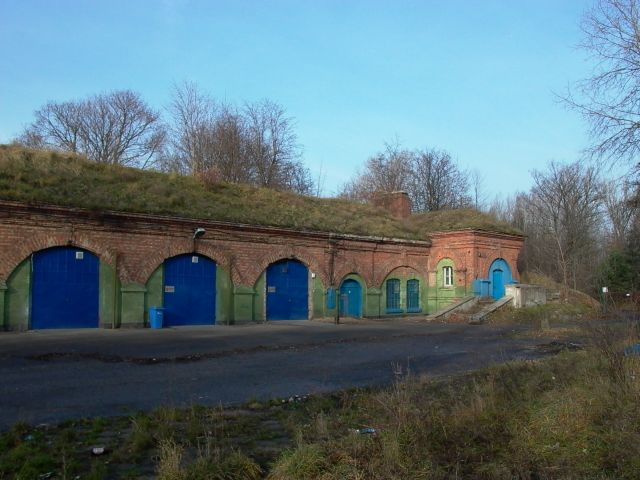
Fort II: koszary szyjowe

Fort II („Wawrzyszew”) – jeden z fortów Twierdzy Warszawa, wybudowany w latach 80. XIX wieku. 
Poprzednim w kolejności jest fort I „Bielany“, zaś następnym wysunięty przed linię fort IIA „Babice“.

## Opis
Fort wzniesiono z zadaniem zamknięcia luki pomiędzy terenami leśnymi Puszczy Kampinoskiej oraz Wisłą. Ze względu na ukształtowanie terenu został zaprojektowany jako dzieło nieregularne (schemat), co stanowi rzadkość w ówczesnej fortyfikacji rosyjskiej na ziemiach polskich. Fort miał około 400 metrów szerokości u podstawy oraz około 250 metrów głębokości (wzdłuż osi). Otoczony został mokrą fosą, przy czym czoło i prawy bark były w sposób typowy dla takich dzieł bronione z wałów, zaś dla obrony barku lewego wzniesiono półkaponierę (1). Fort posiadał dwa wały – dla artylerii i piechoty (2). Głównym obiektem zaplecza były ceglane koszary (3), mające około 130 metrów długości i zakończone na obydwu krańcach nadbudówkami (fot.). Szyi broniła duża kaponiera, osłonięta charakterystycznym dziełem ziemnym o narysie małego bastionu (4). W szyi fortu, już poza obrębem rowów, wzniesiono niewielki schron amunicyjny.
W czasie modernizacji twierdzy przebudowano układ ziemny fortu. Po 1909 roku fort został rozbrojony i częściowo rozebrany. 
W czasie II wojny światowej mieściły się tutaj niemieckie magazyny. W dniach 13–14 czerwca 1943 roku oddział bojowy Milicji Ludowej RPPS dokonał na nie wypadu, niszcząc część zgromadzonych tam materiałów.
Obecnie teren fortu jest podzielony na części. W szyi mieszczą się warsztaty i magazyny, zaś w części czołowej – ośrodek wypoczynkowy.
Umocnienie znajduje się na północ od lotniska na Bemowie. Prowadzi do niego ulica Kalinowej Łąki, stanowiąca odnogę ulicy Księżycowej.
W 1993 fort został wpisany do rejestru zabytków.
Fort jest własnością Agencji Mienia Wojskowego.